# Eucaulopsis
Eucaulopsis is een geslacht van rechtvleugeligen uit de familie sabelsprinkhanen (Tettigoniidae). De wetenschappelijke naam van dit geslacht is voor het eerst geldig gepubliceerd in 1931 door Hebard.

## Soorten
Het geslacht Eucaulopsis  is monotypisch en omvat slechts de volgende soort:
- Eucaulopsis truncata (Hebard, 1931)